# Ensatinasalamander
Ensatinasalamander (Ensatina eschscholtzii) är ett stjärtgroddjur i familjen lunglösa salamandrar som finns i västra Nordamerika.

## Taxonomi
Arten delas in i sju underarter:
- Ensatina eschscholtzii croceater (Cope, 1868)
- Ensatina eschscholtzii eschscholtzii (Gray, 1850)
- Ensatina eschscholtzii klauberi (Dunn, 1929)
- Ensatina eschscholtzii oregonensis (Girard, 1856)
- Ensatina eschscholtzii picta (Wood, 1940)
- Ensatina eschscholtzii platensis (Jiménez de la Espada, 1875)
- Ensatina eschscholtzii xanthoptica (Stebbins, 1949)

Ensatinasalamander är nära släkt med arterna fran släktet Plethodon.

## Beskrivning
Ensatinasalamandern är en långbent, långsvansad salamander med en längd mellan 7,5 och 15,5 cm. Färgteckningen varierar beroende på underart:
- Ensatina e. eschscholtzii – Ovansidan är ljust rödbrun till rödbrun, och undersidan vitaktig. Låren är orange, och ögonen mycket mörka, utan någonting gult.[5]
- Ensatina e. klauberi – Ovansidan är nästan svart med stora brandgula eller skära fläckar, undersidan är grå. Ögonen är mörka, utan någonting gult.[6]
- Ensatina e. oregonensis – Ovansidan är brun med små orange eller gula fläckar, sidorna gulorange och spräckliga med ljusa fläckar, samt buken vitaktig med svaga svarta fläckar. Låren är orange till gula. Ungdjuren har svarta fläckar på kropp och svans.[7]
- Ensatina eschscholtzii picta – Ovansidan är mörkt gulbrun till brun med svarta fläckar längs ovandelen av sidorna som övergår till orange eller gula fläckar längs sidornas nederdel. Undersidan är blekorange eller skär. Svansen är spräcklig i svart och gult.[8]
- Ensatina eschscholtzii platensis – Ovansidan är grå till mörkbrun med röda eller brandgula fläckar. Undersidan är vitaktig till ljusgrå. De övre ögonlocken har gula eller orange fläckar. Låren är orange till gula. Ungdjuren är mörkare, med färre fläckar.[9]
- Ensatina eschscholtzii xanthoptica – Ovansidan är orangebrun till mörkbrun, medan undersidan är orange. Även ögonlocken, kinderna, svansen och kroppssidorna är orangefärgade, medan det finns en klargul fläck över ögat. Låren är orange till gula. Ungdjuren är mörkare upptill.[10]
- Ensatina eschscholtzii croceater – Denna underart är svart med stora gula eller beige fläckar. Låren är orange till gula.[11]

## Utbredning
Arten finns i västra Nordamerika, från sydvästra British Columbia i Kanada till norra Baja California i Mexiko.

### Underarternas utbredning
- Ensatina e. eschscholtzii finns framför allt längs kusten i södra Kalifornien och norra Baja California i Mexico; den finns också i San Bernardino och San Gabrielbergen upp till 1 800 m.[5]
- Ensatina e. klauberi finns främst i södra Kalifornien, bland annat i San Bernardinobergen. Isolerade populationer finns också i bergen i norra Baja California.[6]
- Ensatina eschscholtzii oregonensis finns längs kusten från sydvästra British Columbia till norra Kalifornien.[7]
- Ensatina e. picta finns i ett litet område på gränsen mellan Kalifornien och Oregon.[8]
- Ensatina e. platensis finns i Sierra Nevada i Kalifornien, på höjder mellan 300 m och 3 300 m.[9]
- Ensatina e. xanthoptica finns också i Kalifornien, men är mer av en låglandsunderart än föregående.[10]
- Ensatina e. croceater är också en bergslevande underart, men den finns främst i den södra delen av Kalifornien.[11]

## Ekologi
Ensatinasalamandern är framför allt aktiv under regn och vid fuktig väderlek. Under torka, eller vid kyligt väder, söker den skydd i grottor, underjordiska utrymmen och i eller under murkna trästammar, liksom under sommarens inaktivitetsperiod. Den lever i trädbevuxna områden, som redwoodskogar, blandskog med douglasgran och sockerlönn, ekskogar och liknande, men också på buskmark (chaparral), i dalgångar och på kustängar. Underarten Ensatina e. klauberi föredrar barrblandskog. Salamandern förefaller föredra äldre skog framför yngre, och slätmark framför branta sluttningar. Livslängden uppskattas till över 15 år.

### Föda och predation
Salamandern lever av olika ryggradslösa djur, främst leddjur, som spindeldjur, skalbaggar, syrsor, termiter, hoppstjärtar, gråsuggor, mångfotingar, daggmaskar, snäckor och liknande. Själv utgör den föda åt strumpebandssnokar, blåskrikor och tvättbjörnar. Som försvar har den en vit, giftig hudavsöndring. Den kan även snöra av svansen likt många ödlor.

### Fortplantning
Leken äger främst rum under vår och höst, men kan också ske under vintern. Efter parningen, som sker på land, lägger honan mellan 3 och 25 (vanligen 9 till 16) ägg i mörka fuktiga utrymmen som i och under murket trä, under bark och i övergivna djurbon. Underarten Ensatina e. klauberi lägger äggen direkt på marken. Äggen kläcks efter 3,5 till 5 månader, och ungarna är fullt utvecklade och genomgår inte något larvstadium. Könsmognaden uppnås efter 3 till 4 år.

#### Hybrider
Hybriderna mellan underarterna Ensatina e. klauberi och Ensatina e. eschscholtzii har observarats, i allra flesta fall är då klauberi hona och eschscholtzii hane.

## Bilder

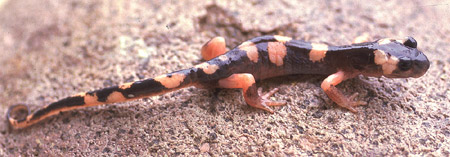
Ensatina eschscholtzii klauberi
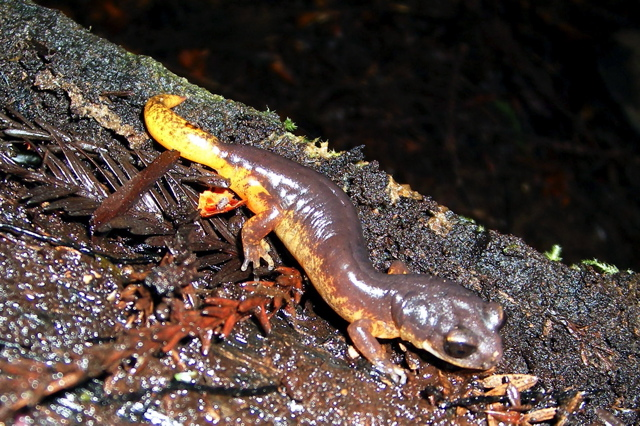
Ensatina eschscholtzii oregonensis